# Zimran
En el Gènesi, capítol vinticinquè Zimran (en hebreu זִמְרָן בן-אַבְרָהָם Zimram ben Abrāhām) fou el primer fill del patriarca Abraham i la seva esposa Queturà.
Quan van ser gran, Abraham el va obligar a abandonar les seves terres i buscar-se una família en terres llunyanes. Segons el Llibre de Jasher (25:2) els seus fills foren Abihen, Molich i Narim.